# NGC 7037
NGC 7037 – grupa gwiazd znajdująca się w gwiazdozbiorze Łabędzia, prawdopodobnie gromada otwarta. Odkrył ją John Herschel 5 sierpnia 1829 roku. Znajduje się w odległości ok. 4,8 tys. lat świetlnych od Słońca oraz 27,2 tys. lat świetlnych od centrum Galaktyki.